# San José Miahuatlán
San José Miahuatlán är en kommunhuvudort i Mexiko.   Den ligger i kommunen San José Miahuatlán och delstaten Puebla, i den sydöstra delen av landet, 230 km sydost om huvudstaden Mexico City. San José Miahuatlán ligger 1 121 meter över havet och antalet invånare är 7 943.
Terrängen runt San José Miahuatlán är platt åt nordost, men åt sydväst är den kuperad. Runt San José Miahuatlán är det ganska glesbefolkat, med 35 invånare per kvadratkilometer. Närmaste större samhälle är Ajalpan, 10,2 km norr om San José Miahuatlán. Trakten runt San José Miahuatlán består till största delen av jordbruksmark.